# Qolobaa calankeed
Qolobaa calankeed ( árabe: الثناء على العلم; español: "Honrad a la bandera") es el actual himno nacional de la República Federal de Somalia. Fue adoptado el 1 de agosto de 2012, fecha que coincidió con la promulgación de la Constitución Provisional del país.[cita requerida] La letra y la música son de Abdullahi Qarshe.[cita requerida]